# Francisco Neto
Francisco Anselmo Neto (?, 10 mei 1924  – ?, 8 oktober 2005) was een Portugees dirigent, trompettist, trombonist, eufoniumspeler en contrabassist.

## Levensloop
Neto, in Portugal meestal bekend onder T'Xico Neto, groeide op tijdens de dictatuur van António de Oliveira Salazar. In zijn jonge jaren werkte hij in de landbouw zoals het op het platteland gewoon was. Vanaf 1950 kreeg hij een baan bij de Portugese posterijen (CTT) in Alcaria. Vanaf 1934 (op 10-jarige leeftijd) was hij lid van de "Banda Filarmónica". In 1960 werd hij dirigent van de Banda Filarmónica de Pêro Viseu (harmonieorkest) en bleef in deze functie rond 40 jaar. Natuurlijk was hij ook instructeur voor de jonge leerlingen. In 2004 ging hij met pensioen en heeft in zijn orkest nog als muzikant meegewerkt. 